# Ларедо-Ранчеттес-Вест (Техас)
Ларедо-Ранчеттес-Вест (англ. Laredo Ranchettes West) — переписна місцевість (CDP) в США, в окрузі Вебб штату Техас. Населення — 5 осіб (2020).

## Географія
Ларедо-Ранчеттес-Вест розташоване за координатами 27°29′26″ пн. ш. 99°22′13″ зх. д. / 27.49056° пн. ш. 99.37028° зх. д. (27.490688, -99.370180).  За даними Бюро перепису населення США в 2010 році переписна місцевість мала площу 0,19 км², з яких 0,19 км² — суходіл та 0,00 км² — водойми.